# Conus nanus
Espèce
Conus nanus est une espèce de mollusques gastéropodes marins de la famille des Conidae.
Comme toutes les espèces du genre Conus, ces escargots sont prédateurs et venimeux. Ils sont capables de « piquer » les humains et doivent donc être manipulés avec précaution, voire pas du tout.

## Description
La taille d'une coquille adulte varie entre 12 mm et 34 mm. La coquille est coronée, avec une spire plutôt déprimée, des stries granuleuses vers la base. La couleur de la coquille est blanche, sous un épiderme mince, brun jaunâtre clair, maculé de façon obsolète ou parfois tacheté de marron. La base est violacée. 

## Distribution
Cette espèce est présente dans l'océan Indien au large du bassin des Mascareignes. Bassin des Mascareignes ; dans la région Indo-Pacifique au large de Hawaï, (Polynésie, Australie) Afrique du Sud.

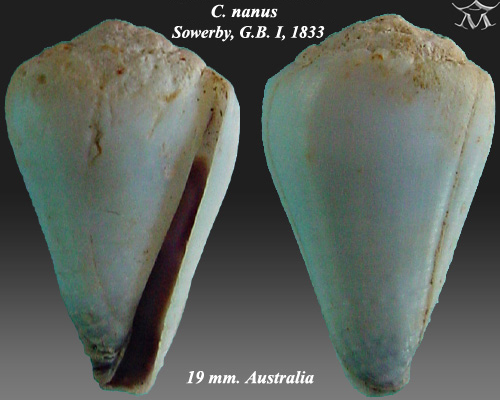
Conus nanus Sowerby, G.B. I, 1833
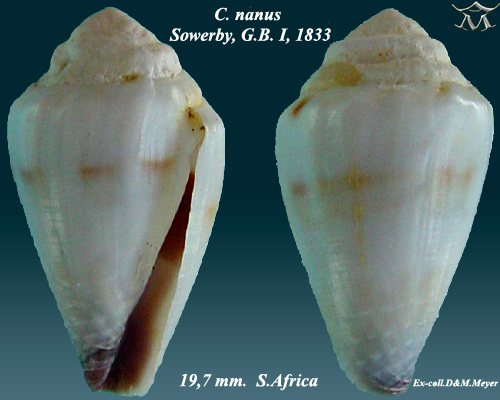
Conus nanus Sowerby, G.B. I, 1833

## Taxonomie

### Publication originale
L'espèce Conus nanus a été décrite pour la première fois en 1833 par le naturaliste, illustrateur et conchyliologiste britannique George Brettingham Sowerby I dans « The conchological illustrations or, Coloured figures of all the hitherto unfigured recent shells »,.

### Synonymes
- Conus (Harmoniconus) nanus G. B. Sowerby I, 1833 · appellation alternative
- Harmoniconus nanus (G. B. Sowerby I, 1833) · non accepté